# Franklin County, Georgia
Franklin County är ett administrativt område i delstaten Georgia, USA, med 22 084 invånare. Den administrativa huvudorten (county seat) är Carnesville.

## Geografi
Enligt United States Census Bureau har countyt en total area på 690 km². 682 km² av den arean är land och 8 km² är vatten.

### Angränsande countyn
- Stephens County - nord
- Oconee County, South Carolina - nordöst
- Hart County - öst
- Madison County - syd
- Banks County - väst

### Städer i countyt
- Canon
- Carnesville
- Franklin Springs
- Gumlog
- Lavonia
- Martin
- Royston